# Baldahin sv. Petra
Baldahin svetega Petra (ital. Baldacchino di San Pietro, L'Altare di Bernini) je velik baročno izklesan bronast ciborij ali baldahin, nad visokim oltarjem bazilike svetega Petra v Vatikanu, mestu-državi in papeški enklavi, obkroženi z italijanskim Rimom. Baldahin je v središču križnega kvadrata in neposredno pod kupolo bazilike. Zasnoval ga je italijanski umetnik Gian Lorenzo Bernini, nameraval pa je na monumentalen način označiti mesto groba svetega Petra pod njim. Pod nadstreškom je veliki oltar bazilike. Delo se je po naročilu papeža Urbana VIII. začelo leta 1623 in končalo leta 1634. Baldahin deluje kot vizualni fokus v baziliki; je sam po sebi zelo velika zgradba in tvori vizualno posredništvo med ogromnim obsegom stavbe in človeško lestvico ljudi, ki opravljajo verske obrede pri papeževem oltarju pod baldahinom.

## Kontekst
Oblika zgradbe je v posodobljenem baročnem slogu tradicionalnega ciborija ali arhitekturnega paviljona, ki ga najdemo nad oltarji številnih pomembnih cerkva in slovesnih nadstreškov, ki se uporabljajo za okvirjanje numinoznega ali označevanje svetega mesta. Stara bazilika sv. Petra je imela ciborij, tako kot večina večjih bazilik v Rimu, Berninijev predhodnik, Carlo Maderno, pa je manj kot desetletje prej izdelal zasnovo, tudi z zvitimi salomonskimi stebri. Natančneje se lahko sklicuje na značilnosti iz pogrebnega katafalka in zato primeren za svetega Petra ter iz tradicionalne platnene strehe, znane kot baldacchino, ki so jo na svete dni nosili nad papeževo glavo in jo zato povezovali z vladajočim papežem kot naslednikom svetega Petra. Zamisel o baldahinu za označevanje groba svetega Petra ni bila Berninijeva, že prej so bile postavljene različne stolpne zgradbe.
Stara bazilika je imela pred oltarjem zaslon, podprt s salomonskimi stebri iz 2. stoletja, ki jih je iz Grčije prinesel Konstantin I. Veliki (in so res iz grškega marmorja). Ti so v srednjem veku domnevno prišli iz Jeruzalemskega templja in so dali redki klasični salomonski obliki vijačnega stebra ime in velik ugled za najsvetejša mesta. Osem od prvotnih dvanajstih stebrov je zdaj najdenih v parih na polovici stebrov na obeh straneh baldahina.

## Zgodovina in opis
Bronasti in pozlačeni baldahin je bil prvo Berninijevo delo, ki je združilo kiparstvo in arhitekturo ter predstavlja pomemben razvoj notranjosti baročne cerkve in notranje opreme. Nadstrešek sloni na štirih vijačnih stebrih, od katerih vsak stoji na visokem marmornem podstavku. Stebri podpirajo venec, ki se na polovici vsake strani upogne navznoter. Nad tem na vogalih stojijo štirje angeli v dvojni naravni velikosti, za katerimi se štiri velike volute dvigajo do drugega manjšega venca, ki pa podpira pozlačeni križ na krogli, simbol sveta, odrešenega s krščanstvom.
Štirje stebri so visoki 20 metrov. Podstavek in kapitel sta bila ulita ločeno, gred vsakega stebra pa v treh delih. Njihova spiralna oblika je izhajala iz manjših marmornatih vijačnih stebrov, za katere so nekoč mislili, da jih je cesar Konstantin iz Salomonovega templja v Jeruzalemu prinesel v Rim in so jih uporabljali v stari baziliki svetega Petra (glej članek Salomonski steber). Z venca visi bronasta zavesa in črtasta obroba, ki je tipično obrobljala papežev baldacchino. Struktura je okrašena s podrobnimi motivi, vključno s heraldičnimi emblemi družine Barberini (Urban VIII. se je rodil kot Maffeo Barberini), kot so čebele in lovorovi listi. Spodnja stran krošnje in neposredno nad papežem je sijoče sonce - drug emblem Barberinijev - znotraj katerega, pobožni kristjani verjamejo, prebiva Sveti Duh.
Vir brona za izdelavo zgradbe je bil predmet sodobnih sporov, saj so verjeli, da je bil vzet s strehe ali stropa portika starodavnega rimskega Panteona, čeprav Urbanova poročila pravijo, da je bilo približno 90 % brona iz Panteona uporabljega za top in da je bron za baldahin prišel iz Benetk. Znana satirična smešnica, ki je bila pritrjena na starodavni "govoreči" kip Pasquina na vogalu trga Piazza Navona, je rekel: »Quod non fecerunt barbari, fecerunt Barberini« (ali Kar barbari niso storili, so naredili Barberini).
Na tej zgodnji stopnji njihove kariere in preden je prišlo do ostrega rivalstva med njima, je Bernini sodeloval s Francescom Borrominijem, ki je izdelal risbe strukture in ki je morda tudi prispeval k njeni zasnovi. Vključeni so bili tudi različni drugi umetniški kolegi, med drugim njegov oče Pietro Bernini, njegov brat Luigi Bernini, Stefano Maderno, François Duquesnoy, Andrea Bolgi in Giuliano Finelli, ki so prispevali k kiparski dekoraciji.
Ostalo je vprašanje, ki ga je Bernini rešil šele pozneje v svoji karieri. V cerkvi s tlorisem latinskega križa bi moral biti veliki oltar postavljen na koncu vzdolžne osi, v cerkvi sv. Petra pa je bil v središču križišča. Bernini je iskal rešitev, s katero bi lahko veliki oltar nad grobom prvega papeža katoliške cerkve uskladili s tradicijo. Bernini je s svojo zasnovo za Cathedra Petri ali stol svetega Petra (1657–66) na apsidalnem koncu svetišča dokončal svojo vizualno concetto ali oblikovalsko idejo; kongregacija je imela pogled navzdol po ladji na podobo, uokvirjeno z baldahinom, ki je stisnila razdaljo med križiščem in stolom svetega Petra v svetišču, uskladila grob kneza apostolov, njegovo implicitno prisotnost na stolu in njegovim zakonitim naslednikom, ki bo sodeloval na slovesnostih.

### Podnožje in Barberinijevi grbi
Štirje marmorni podstavki so osnova stebrov, ki podpirajo baldahin. Obe zunanji strani vsakega podstavka sta okrašeni z grbom družine Barberini. Ta serija osmih, skoraj enakih grbov tvori pripoved, ki je skozi stoletja pritegnila zanimanje pisateljev in umetnostnih zgodovinarjev.
Grb sam predstavlja tri čebele družine Barberini. Vsak ščit je obdan z žensko glavo na vrhu in glavo satira na dnu. Papeška tiara s prekrižanimi ključi presega ščit. Vsi ščiti so videti skoraj enaki, vendar-če jih pregledamo enega za drugim, začenši z levim sprednjim podnožjem-razkrijejo dramatične spremembe v izrazu na ženskem obrazu. Sam grb, raven na prvem podnožju, se podvrže opazni deformaciji, ki se postopoma izboči do šestega ščita in se spet poravna na zadnjih dveh ščitih. Nad osmim ščitom ženski obraz nadomesti glava krilatega otroka ali putto. Alegorija za grbi se povsod razlaga kot predstavitev različnih faz poroda. Kot piše Witkowski:
Prizor se začne na sprednji strani levega podnožja; ženski obraz se začne krčiti; na drugem in naslednjih podnožjih značilnosti prehajajo skozi vrsto vse bolj nasilnih krčev. Hkrati lasje postajajo vse bolj razmršeni; oči, ki sprva izražajo znosno stopnjo trpljenja, dobijo izčrpan videz; usta, najprej zaprta, se odprejo, nato kričijo s prodornim realizmom. ... Končno sledi porod: trebuh se umiri in materina glava izgine, da se umakne kerubinski otroški glavi s kodrastimi lasmi, nasmejano pod nespremenljivimi papeškimi oznakami.
Za to nenavadno eksplicitno alegorijo, prikazano na najsvetejšem mestu rimskokatoliškega krščanstva (grob svetega Petra), je bilo podanih več razlag. Nekateri učenjaki podpirajo simbolično razlago, ki nakazuje, da je Bernini nameraval predstavljati delo papeštva in zemeljske cerkve skozi alegorijo o ženski nosečnosti. Bolj priljubljena tradicija pripoveduje zgodbo o zapleteni nosečnosti nečakinje Urbana VIII. in njegovi zaobljubi, da bo oltar v svetem Petru posvetil uspešnemu porodu. Tretja tradicija razlaga alegorijo kot Berninijevo maščevanje proti papeževi odločitvi, da se odreče otroku, ki je bil nezakonito rojen njegovemu nečaku Taddeu Barberiniju in sestri enega od Berninijevih učencev.
Zaporedje porodov v Berninijevih podnožjih je med drugim pohvalil režiser Sergej Eisenstein, ki ga v delu z naslovom Montage and Architecture, napisanem v poznih 1930-ih letih, opisuje kot »eno najbolj spektakularnih kompozicij tega velikega mojstra Berninija« z grbi kot »osem strelov, osem montažnih sekvenc celotnega montažnega scenarija.« 